# قنات جعفرآباد (کیار)
قنات جعفرآباد مربوط به دوره قاجار است و در شهرستان کیار، بخش مرکزی، روستای جعفرآباد واقع شده و این اثر در تاریخ ۱۱ مرداد ۱۳۸۴ با شمارهٔ ثبت ۱۲۴۰۵ به‌عنوان یکی از آثار ملی ایران به ثبت رسیده است.